# ألفرد إتش. باول
ألفرد إتش. باول (بالإنجليزية: Alfred H. Powell)‏ (و. 1781 – 1831 م) هو سياسي، ومحامي أمريكي، ولد في مقاطعة لودون، كان عضوًا في الحزب الجمهوري الديمقراطي، توفي في مقاطعة لودون، عن عمر يناهز 50 عاماً.

## مناصب
تولى منصب عضو مجلس النواب الأمريكي
- عضو مجلس نواب الولايات المتحدة عن ولاية فرجينيا

.

## التعليم
تعلم في جامعة برنستون
.